# Fabiana Granados Herrera
Fabiana Granados Herrera (Hojancha, 8 de marzo de 1990) es una modelo y reina de belleza costarricense, ganadora del certamen nacional Miss Costa Rica 2013 y representante del país en distintos certámenes internacionales como Miss Tierra 2012, Miss Universo 2013, entre otros. Clasificando a la mayoría de ellos.

## Biografía
Granados Herrera nació en Hojancha, el 8 de marzo de 1990, pero originaria y oriunda de Nicoya, posteriormente viaja a San José para iniciar los estudios en su carrera universitaria como estudiante de Dirección Empresarial e Ingeniería Industrial en la Universidad Latina de Costa Rica. Es jinete desde 2004; además ha estado en varios certámenes de belleza. Además en 2019 participó del programa Dancing with the Stars en su sexta temporada.

## Reinas de Costa Rica 2012
Granados ganó el título de Primera Finalista de Reinas de Costa Rica dónde la organización decide enviarla al Miss Earth 2012. Se colocó en el Top 16, recibió el premio como la mejor en traje de baño.

## Miss Continente Americano 2012
Representó a Costa Rica en el Miss Continente Americano 2012 desfile en Guayaquil, Ecuador, el 29 de septiembre de 2012 donde quedó en el sexto lugar. También ganó el premio al "Mejor Rostro".

## Miss Costa Rica 2013
Se celebró el 12 de julio del 2013 en la capital de San José. Participó como una de las 10 candidatas rumbo a la corona del prestigiado concurso costarricense, oriunda de la provincia de Guanacaste con su experiencia en certámenes de belleza por su carisma, humildad y excelente pasarela logra mantenerse en los primeros tres lugares de las distintas pruebas del certamen. Además de esto, logró conquistar al jurado y a las personas ahí presentes y así consigue alzarse con la corona del Miss Costa Rica 2013, lo que le dio el derecho de representar a su país en el Miss Universo 2013.

## Representantes de Guanacaste en Miss Costa Rica
Fue la sexta guanacasteca en participar en Miss Costa Rica y la primera que logró entrar al Top de Miss Universo.
- La Corona de Miss Costa Rica vuelve a Guanacaste después de 34 años de no ganarla.

| Año  | Ganadora                       | Representante | Miss Universo Posición |
| ---- | ------------------------------ | ------------- | ---------------------- |
| 1958 | Eugenia María Valverde Guardia | Guanacaste    | No Clasifica           |
| 1965 | Mercedes Pinagal               | Guanacaste    | No Clasifica           |
| 1967 | Rosa María Fernández           | Guanacaste    | No Clasifica           |
| 1979 | Carla Facio Franco             | Guanacaste    | No Clasifica           |
| 2013 | Fabiana Granados Herrera       | Guanacaste    | TOP 16                 |

## Miss Universo 2013
Participó en la 62.ª edición de Miss Universo donde se midió con 85 candidatas de distintas naciones en Moscú, Rusia, donde logró entrar al Top 16, hecho que no ocurría desde 2011.
Se convirtió en la primera representante guanacasteca en entrar en algún top de Miss Universo y es la cuarta mujer costarricense en posicionarse en los grupos de clasificación de la gran pasarela universal de Miss Universo. Ha sido considerada junto con Johanna Solano las Miss Costa Rica más destacadas en el Miss Universo.

## Premios
| Concurso                            | Premios                                     |
| ----------------------------------- | ------------------------------------------- |
| Miss Panamericana 2012              | - Premio al Mejor Cuerpo - Virreina         |
| Miss Tierra 2012                    | - Top 16 - Mejor en Traje de Baño           |
| Miss Continente Americano 2012      | - Premio al Mejor Rostro - Top 6            |
| Reinado Internacional del Café 2012 | - Reina de la Policía                       |
| Miss Costa Rica 2013                | - Mejores Piernas - Mejor Figura - Ganadora |
| Miss Universo 2013                  | - Top 16                                    |